# 빌바오 구겐하임 미술관

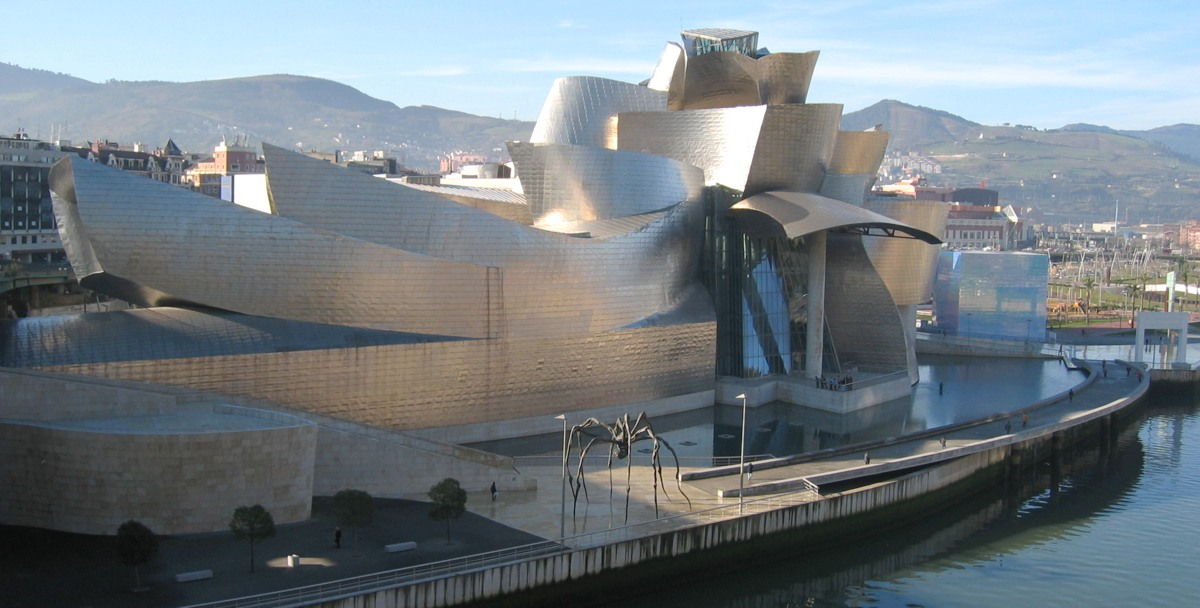
빌바오 구겐하임 미술관

빌바오 구겐하임 미술관(스페인어: Museo Guggenheim Bilbao)은 스페인 바스크 지방 빌바오에 있는 근현대 미술관이다. 미국의 솔로몬 R. 구겐하임 재단이 설립한 솔로몬 R. 구겐하임 미술관의 분관의 하나이다. 1997년 10월 18일 개관하였다.

## 같이 보기
- 구겐하임가
- 구겐하임 미술관
- 가장 큰 미술관 목록